# Obi (kleding)

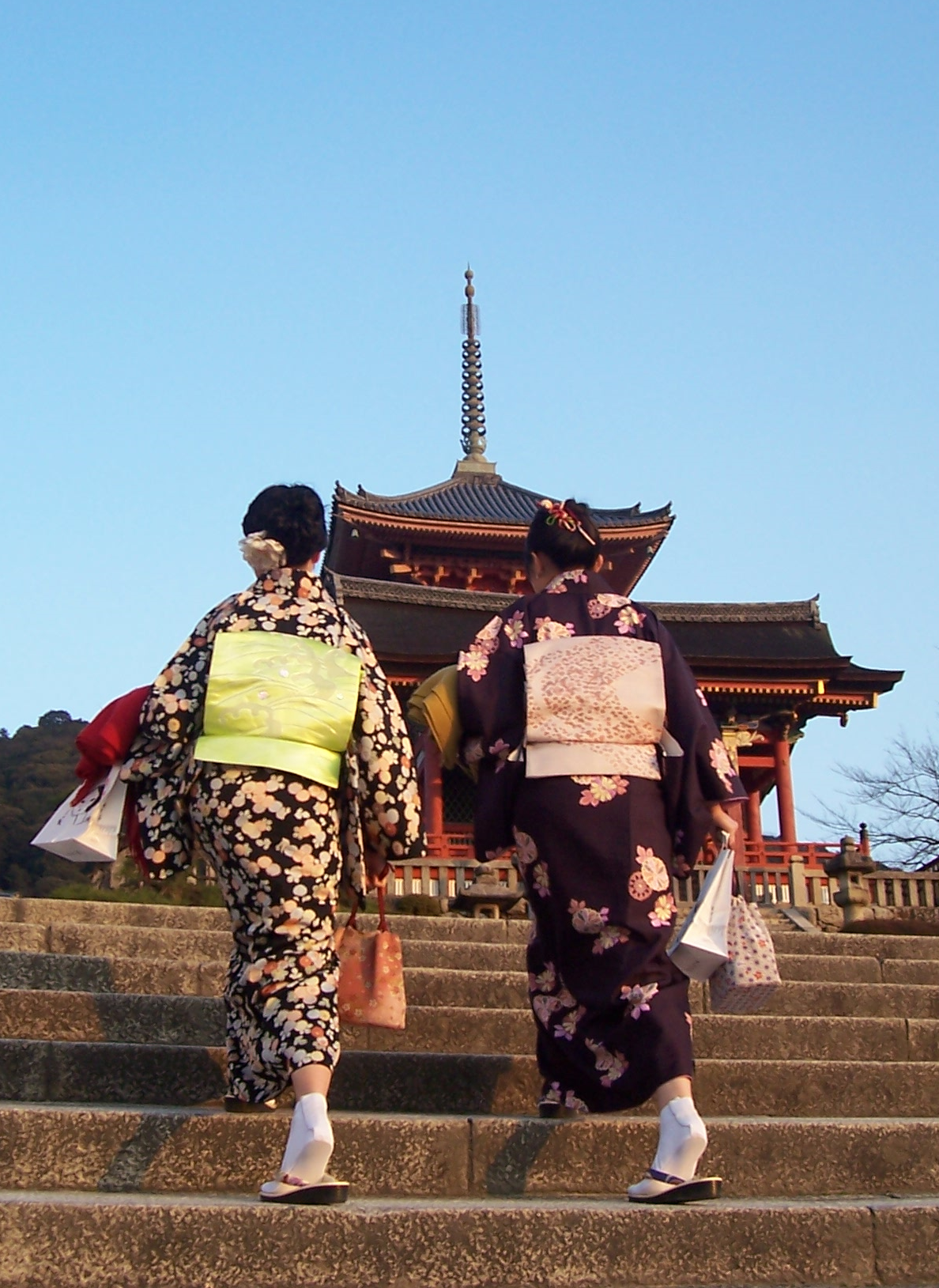
Twee vrouwen met een obi om hun kimono.

Een obi (帯, おび) is een sjerp die veel gedragen wordt als onderdeel van traditionele Japanse kleding zoals kimono’s en yukata’s, en als onderdeel van een gi bij vechtsporten.
Obi’s komen in een groot aantal verschillende lengtes, kleuren en maten voor. Een mannenobi is doorgaans nauwer dan een vrouwenobi. De meeste obi’s zijn bedoeld voor vrouwenkleding. De stof waarvan een obi is gemaakt kan sterk variëren, van brokaat voor formele gelegenheden tot katoen en synthetisch materiaal voor alledaags gebruik.
Obi’s worden gecategoriseerd naar hun ontwerp, formaliteit, materiaal en gebruik.

## Geschiedenis
De voorloper van de obi was een simpele koord of lint van ongeveer 8 centimeter breed. Er was hierbij geen verschil tussen mannenobi’s en vrouwenobi’s. Begin 17e eeuw droegen zowel mannen als vrouwen linten als obi. Eind 17e eeuw ontstond de traditie om een vrouwenobi breder te maken dan een mannenobi. Rond de jaren 30 van de 18e eeuw waren vrouwenobi’s meestal 25 centimeter breed, en begin 19e eeuw 30 centimeter. Doordat de obi steeds breder werd, werd het steeds vaker noodzakelijk de obi van extra linten of koorden te voorzien om hem op zijn plek te houden. Mannenobi’s waren in de jaren 30 van de 18e eeuw op hun breedst: 16 centimeter. Daarna nam de breedte van deze obi’s weer af.
Oorspronkelijk werden alle obi’s van voren vastgeknoopt, maar later deden ook modellen hun intrede die van opzij of achteren vastgeknoopt dienen te worden. Eind 17e eeuw werden de meeste obi’s van achteren vastgeknoopt.

## Vrouwenobi’s

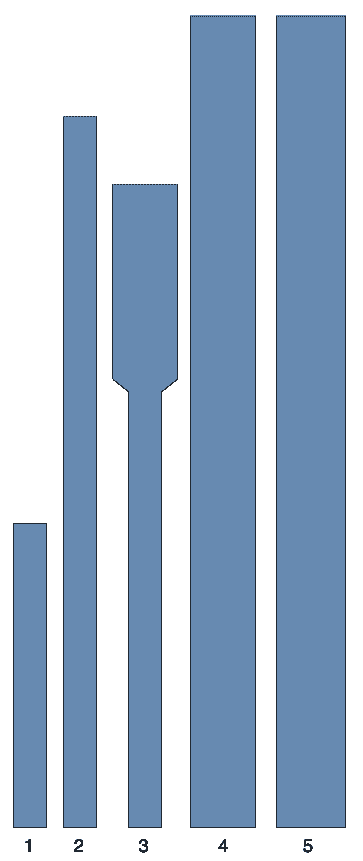
Vrouwenobi’s op schaal:
1. tsuke/tsukuri/kantanobi
2. hanhaba-obi
3. Nagoya-obi
4. Fukuro-obi
5. Maru-obi

Vrouwenobi’s vormen de grootste groep binnen de obi’s. Ze worden bij het dragen in tweeën gevouwen, tot een breedte van ongeveer 15 tot 20 centimeter. De breedte moet in principe ongeveer een 10e van de lengte van de drager beslaan. Alleen bij de knoop is de obi niet gevouwen.
Er bestaan een groot aantal verschillende vrouwenobi’s, waarvan het gebruik sterk afhangt van de situatie of gelegenheid. Zo worden de obi’s van ongetrouwde vrouwen anders vastgeknoopt dan die van getrouwde vrouwen.
Vrouwenobi’s kennen tevens een groot aantal accessoires, die meestal over de knoop worden bevestigd. Voorbeelden zijn een kussen of een grote strik.

## Mannenobi’s
Formele obi’s voor mannen zijn een stuk nauwer dan die van vrouwen (maximaal 10 centimeter breed). Tevens worden mannenobi’s op een simpelere manier gedragen dan vrouwenobi’s. Zo worden ze met een simpele knoop vastgemaakt.
Er bestaan twee bekende varianten van de mannenobi: de informele Heko-obi en de formele Kaku-obi. Een traditioneel ornament voor een mannenobi is de netsuke.

## Kinderobi’s

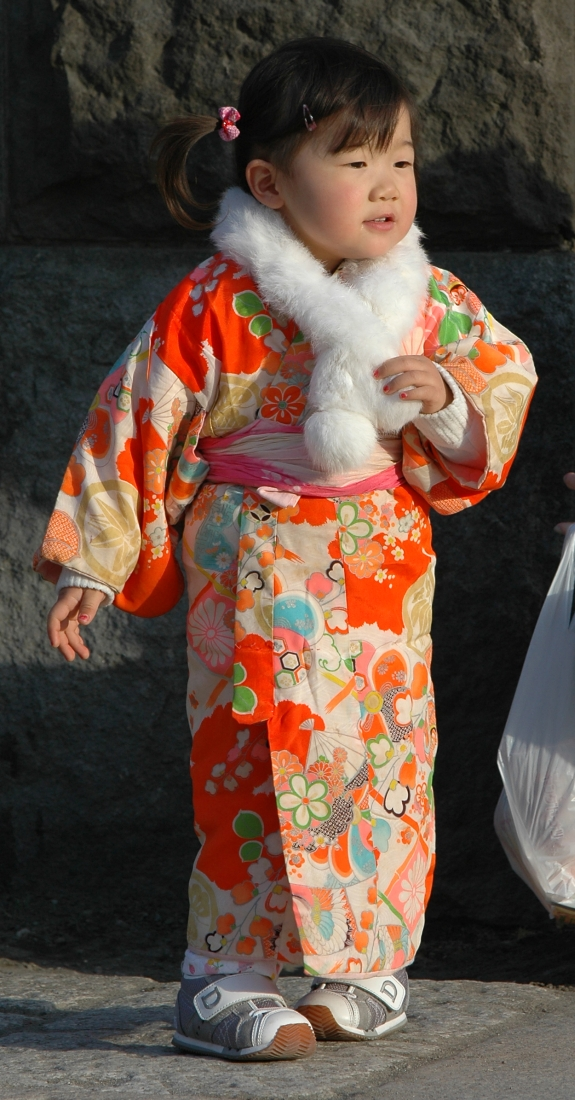
Meisje met kimono en obi.

Kinderen dragen doorgaans een kimono tijdens Shichi-Go-San (feest wanneer meisjes 3 of 7 jaar oud worden, en jongens 5 jaar oud worden). De hierbij gedragen obi’s lijken vaak op kleinere versies van obi’s voor volwassenen. Voor de jongste kinderen bestaan er obi’s van zacht materiaal, die ook om het middel worden gedragen.

## Obi in vechtsport
Bij veel vechtsporten maakt een obi deel uit van het tenue, zoals de gi. De kleur geeft hierbij het niveau aan van een deelnemer.